# Paratrachea laches
Paratrachea laches là một loài bướm đêm trong họ Noctuidae.